# Marilyn Manson (groupe)
Pour les articles homonymes, voir Marilyn Manson et Manson.
Marilyn Manson [ˈmɛəɹɪlɪn ˈmænsən] est un groupe américain de metal industriel, originaire de Fort Lauderdale, en Floride, co-fondé par le chanteur Marilyn Manson et le guitariste Daisy Berkowitz.
Initialement nommé Marilyn Manson and The Spooky Kids, le groupe se popularise dans le sud de la Floride au début des années 1990 grâce à leurs performances scéniques théâtrales. En 1993, ils signent au label Nothing Records de Trent Reznor. Jusqu'en 1996, le surnom de chaque membre est créé en mêlant le prénom d'un sex symbol féminin et le nom de famille d'un tueur en série, comme Marilyn Monroe et Charles Manson. Leur formation change à de nombreuses reprises au fil des albums ; les membres actuels sont Marilyn Manson (le seul membre original), les guitaristes Paul Wiley et Tyler Bates, le claviériste et percussionniste Daniel Fox, et le batteur Gil Sharone.
Dans le passé, les membres se déguisaient et se maquillaient pour choquer intentionnellement le public sur, et en dehors de la scène. Leurs paroles vont souvent à contresens de la religion, et prônent la violence et la drogue ; quant à leurs apparitions scéniques, elles sont fréquemment ressenties comme offensives et malsaines. À plusieurs occasions, des manifestations et pétitions empêcheront le groupe de se produire sur scène, et il sera même banni de certains États. Ils comptent plusieurs albums certifiés comme Antichrist Superstar (1996) et Mechanical Animals (1998). Ces albums, accompagnés de clips vidéos parfois explicites et de tournées mondiales, populariseront Marilyn Manson. En 1999, la presse locale et internationale accuse à tort le groupe pour avoir influencé les auteurs de la fusillade de Columbine, accusations qui se porteront également sur son pendant allemand, Rammstein.
Tandis que cette polémique se répand au début des années 2000, la popularité du groupe ne cesse de s’accroître. Malgré cet événement, Jon Wiederhorn de MTV considère, en juin 2003, Marilyn Manson comme le « véritable groupe d'aujourd'hui ». Marilyn Manson est le plus connu et controversé de la scène metal.

## Historique

### Formation et Spooky Kids (1989–1992)
En 1989, Brian Hugh Warner est journaliste musical pour la revue 25th Parallel à Fort Lauderdale. La semaine, il interviewe des grands noms de la musique tels que Malcolm McLaren ou Trent Reznor et compose quelques poèmes au succès relatif. Le week-end, il fréquente des clubs undergrounds de Miami où se produisent des groupes de heavy metal locaux, la Floride possédant une scène musicale très active et étant le berceau de plusieurs groupes devenus célèbres. Il rencontre Stephen Gregory Bier au Kitchen Club. Après une longue discussion atypique (ils parlèrent des différentes manières de mettre fin à ses jours), Warner, très intrigué par son nouvel ami et désireux de mettre ses poèmes en musique, lui propose de former un groupe. Malheureusement, Stephen n'est pas musicien. Il accepte tout de même et entame de longues économies pour s'offrir un clavier, instrument habituellement pop que Manson tenait absolument à intégrer au groupe.
La même année, en se rendant chez un disquaire, Brian rencontre Jeordie White alors vendeur. Ils sympathisent et Brian découvre que Jeordie est bassiste et joue au sein d'un groupe de thrash metal nommé Amboog-A-Lard,. Ne pouvant malheureusement pas monter son projet musical avec lui, Brian lui demande s'il connaît un bon bassiste, ce à quoi il aurait répondu qu'il n'en existait aucun dans tout le sud de la Floride. Toujours en 1989, au cours d'une soirée, Brian Warner rencontre le guitariste Scott Putesky. Impressionné par son talent, il lui demande de rejoindre son projet et le groupe finit par se former. Brian décide alors d'écrire sous le pseudonyme qu'il avait imaginé quelques années plus tôt : Marilyn Manson. Grâce à son nom de scène, il remet en question la perception admise du bien et du mal. Il montre qu'un tueur tel que Charles Manson peut jouir de la même fascination qu'une star comme Marilyn Monroe et les met sur un pied d'égalité en déclarant que Monroe possédait un côté sombre (elle prenait des drogues) tout comme Manson pouvait être bon. Scott Putesky se voit bientôt attribuer un nom de scène selon les mêmes codes par son acolyte. Il sera Daisy Berkowitz (du personnage Daisy de la série-télé Shérif, fais-moi peur et du tueur en série David Berkowitz). Le groupe prend le nom de Marilyn Manson & The Spooky Kids.
À l'heure où le rock se tourne vers Seattle où trois jeunes popularisent le grunge, Manson et Berkowitz, dans l'ombre, tentent de mettre sur pied un groupe et d'organiser un premier concert. Après avoir mis en musique une demi-douzaine de poèmes, Manson obtient finalement un engagement au Churchill's Hideaway, un club de Miami. Dépourvu de bassiste et de claviériste (Stephen économise toujours), il engage à la hâte un ami de son club de théâtre, le bassiste Brian Tutunik, qui sera rebaptisé Olivia Newton Bundy (pour la chanteuse et actrice Olivia Newton-John et le tueur en série Ted Bundy) et le claviériste Perry Pandrea renommé Zsa Zsa Speck (pour l'actrice Zsa Zsa Gabor et le tueur Richard Speck). Le concert se déroule finalement le 28 avril 1990 devant une vingtaine de personnes et le groupe est plutôt bien reçu par le public.
Manson en profite pour enregistrer sa toute première démo Big Black Bus regroupant les titres White Knuckles, My Monkey (en partie reprise d'une chanson de Charles Manson), Strange Same Dogma et Red In My Head. Après le second concert du groupe, Manson renvoi Brian Tutunik et Perry Pandrea. Le bassiste Brad Stewart, rencontré au Kitchen Club, est rebaptisé Gidget Gein (pour l'actrice Gidget et le tueur Ed Gein) et rejoint le groupe. Stephen, toujours sans clavier, fait également son entrée dans le groupe sous le nom de Madonna Wayne Gacy (pour la pop-star Madonna et le tueur John Wayne Gacy). Il sera très vite surnommé Pogo, pseudonyme utilisé par John Wayne Gacy. Nancy, une danseuse, vient également agrémenter les concerts du groupe jusqu'à son renvoi mouvementé quelques mois plus tard. En juillet, Bob Slade, un DJ de Miami, invite le groupe au Club Nu pour jouer en première partie de Nine Inch Nails, le groupe de Trent Reznor dont Manson est fan. Manson en profite pour remettre une démo à Reznor. Quelque temps après, il renvoie Nancy et la remplace par Missi. Plus tard dans l'année, Jeordie présente au groupe John Tovar, le manager de Amboog-A-Lard. Manson décide de l'engager. Tovar convainc le groupe de remplacer la boîte à rythme qu'ils utilisaient jusqu'à présent par un batteur. Manson organise donc une audition. Seul Freddy Streithors se présente. Manson le rebaptise Sara Lee Lucas (pour Sara Lee, bassiste du groupe anglais Gang of Four et le tueur Henry Lee Lucas) mais il est également surnommé Freddy The Wheel par Jessika, la chanteuse de Jack Off Jill. Tovar demande également au groupe de changer son nom pour Marilyn Manson.
Le groupe gagne en notoriété et remporte même le prix du « Meilleur nouveau groupe » au South Florida Rock Awards. Des groupes de fans fidèles, surnommés les « Spooky Kids » en hommage à l'ancien nom du groupe se développent. En 1992, le groupe est nommé au Slammy Awards (cérémonie récompensant les groupes rock de Floride) et, en 1993, il rafle cinq prix de cette même cérémonie. Le label Epic les approche et demande au groupe de se rendre à New York pour un showcase mais il ne les retient finalement pas, n'aimant pas leur travail. Ils se font également approcher par Micheal Goldstone qui venait de signer le groupe Pearl Jam sans pour autant signer de contrat. Le groupe peine à sortir du milieu underground. Finalement, Manson est contacté par Trent Reznor, avec qui il avait gardé le contact, pour jouer dans un de ses clips. Les deux hommes se rapprochent et, en mai 1993, Trent décide de signer Marilyn Manson sur le label qu'il vient de créer : Nothing Records.

### Premier album et première tournée (1993–1995)

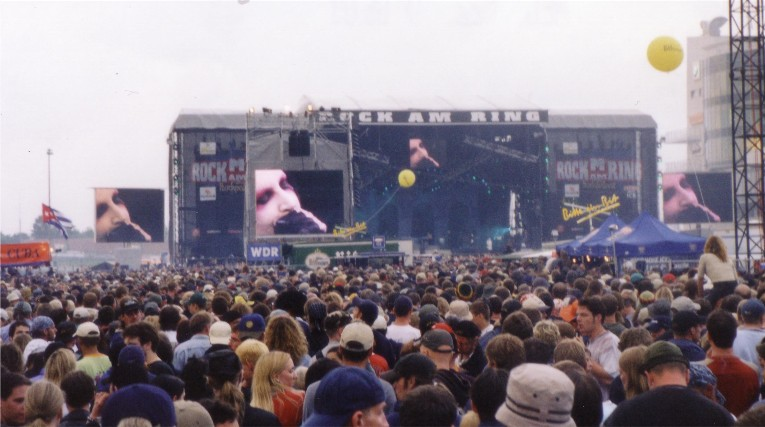
Concert du groupe.

Le groupe part enregistrer à Hollywood puis en Floride. Le producteur Roli Mossiman est chargé de mixer les bandes. Mécontent de son travail, Manson le renvoie et confie les bandes à Trent et à son assistant Sean Beavan. Ils partent tous les trois au studio que Trent a aménagé à Los Angeles, dans la maison où Sharon Tate avait été assassinée en 1969. Certains morceaux, gâchés par le travail de Roli Mossiman, doivent être ré-enregistrés. Le reste du groupe rejoint donc Manson à L.A. Peu avant la sortie de l'album, le groupe de hard rock Guns N' Roses sort The Spaghetti Incident? contenant une reprise de Look At Your Game, Girl, une chanson de Charles Manson. Un scandale éclate autour du titre et le groupe doit reverser la totalité de ses bénéfices à la famille des victimes de Charles Manson. Interscope (label Universal possédant Nothing Records) prend alors peur et demande à Marilyn Manson de retirer de l'album My Monkey - reprenant en partie une chanson de Charles Manson. Le groupe refuse et Interscope annule la sortie de l'album pourtant achevé. Trent reprend alors les bandes et met le groupe en relation avec Maverick Records. Interscope, qui a eu vent du contrat qui se prépare, rappelle alors le groupe et accepte de publier l'album dans sa version intégrale. Plus tard, un autre conflit éclate quand le label refuse la version du livret de l'album que Manson propose. En effet, la première version contenait une photo de Manson enfant allongé nu sur un canapé. Interscope pense que cela sera interprété comme de la pornographie pédophile et que les magasins refuseront de vendre l'album. Manson accepte à contre-cœur de retirer la photo du livret. Peu avant la sortie de l'album, Gidget Gein, complètement accro à l'héroïne, est renvoyé du groupe. Manson contacte Jeordie White qui est en train d'enregistrer un album avec son groupe pour lui demander de reprendre la place de Gein. Il accepte, quitte Amboog-A-Lard et rejoint Marilyn Manson sous le nom de Twiggy Ramirez (pour le mannequin Twiggy et le tueur Richard Ramirez). Avec un nouveau bassiste et un album sur le point de sortir, le groupe attaque l'année 1994 plein d'espoir. L'année débute par une tournée, le Self Destruct Tour, avec Nine Inch Nails et le Jim Rose Circus Sideshow (une troupe de cirque qui donne un spectacle avant le début des concerts).
Le 12 juillet 1994, en pleine tournée, sort Portrait of an American Family, tout premier album du groupe, précédé du single «Get Your Gunn (chanson sur le thème de l'avortement). Suivront les singles Lunchbox et Dope Hat. La tournée passe par la Floride, État d'origine du groupe, et un grand concert est organisé à Miami auquel assistent les parents de Manson et d'anciens membres du groupe. Marilyn Manson prétend avoir fait durant sa performance une fellation à Robin Finck, le guitariste Nine Inch Nails, qui était monté sur scène pour lui jouer un mauvais tour. La nudité sur scène étant interdite aux États-Unis, Manson a dû se cacher une partie de la soirée suivant le concert pour échapper à la police venue l'arrêter. Enchaînant les provocations, Manson est interdit de concert dans plusieurs villes. Des associations telles que l'American Family Association (dont le but est de défendre les valeurs familiales) se dressent contre le groupe. En octobre 1994, alors que la tournée de NIN passe par Salt Lake City, ville majoritairement mormone, les autorités interdisent à Marilyn Manson de se produire. Trent Reznor décide alors de lire au public l'arrêté pendant que Manson, dans un coin de la scène, déchire le Livre de Mormon. À Cleveland, Hole, le groupe de Courtney Love, a rejoint la tournée pour assurer la deuxième partie du concert. Manson raconte que sa première rencontre avec Courtney Love était impressionnante tant celle-ci avait mauvaise réputation. La rumeur veut que Twiggy Ramirez puis Trent Reznor aient eu une aventure avec Courtney durant la tournée.
La tournée prend fin à Philadelphie. La tradition veut que, lors du dernier concert d'une tournée, le groupe en tête d'affiche bizute le groupe qui ouvre. Les membres Nine Inch Nails ont donc recouvert Manson et son groupe de tout ce qui leur tombait sous la main avant de les envoyer sur scène. À la fin du concert, des membres de la sécurité de mèche avec Nine Inch Nails les ont emmenés menottés jusqu'à Philly, la ville voisine, avec juste un dollar pour retourner jusqu'à Philadelphie. Après le Self Destruct Tour, Manson décide de renvoyer son batteur, Sara Lee Lucas, car il jugeait son niveau trop faible. Il engage Kenny Wilson, un batteur venu de Las Vegas. Le soir de son dernier concert avec le groupe, Lucas ne savait pas qu'il allait être remplacé. Le concert avait lieu dans un bar gay de Caroline du Sud. C'était la dernière date d'une série de concerts et Manson avait demandé à tout son groupe de se donner un look différent, d'aller un peu plus loin dans leurs personnages. Manson et Twiggy décidèrent alors de se raser entièrement les sourcils et convainquirent Lucas de se raser intégralement les cheveux et le visage. En montant sur scène, Manson se rendit compte que les techniciens lui avait préparé une farce pour célébrer le dernier concert de la tournée : ils avaient recouvert la scène de morceaux de viande crue. Dès le début du concert, Manson glissa et tomba sur une bouteille de bière qui se brisa. Énervé, il se lacéra la poitrine avec un débris de verre devant un public effaré. Manson avait pris l'habitude de se scarifier lorsqu'il était seul, selon lui « pour sentir (ses) limites face à la douleur » mais ne l'avait encore jamais fait sur scène. Ce soir-là, il venait d'ajouter une nouvelle provocation à son jeu de scène. À la fin du concert, Manson décida de mettre le feu à la batterie de Sara Lee Lucas, comme un « sacrifice » pour marquer son départ. Le feu se répandit très vite et se propagea aux habits de Lucas qui partit en courant vers les coulisses à la recherche d'un extincteur. Traumatisé par cette expérience, il décida de partir sans revoir le groupe avant même que Manson lui ait annoncé son renvoi. Ce concert tourne une page dans la vie du groupe et marque un tournant dans l'art que pratique Manson de provoquer.
Durant la période artistique Spooky Kids à Smells Like Children, on constate une forte influence du clownesque avec une forte exacerbation des couleurs qui dureront jusqu'à Smells Like Children. On[Qui ?] peut s'en rendre compte dans le clip de Dope Hat ou dans les photos promotionnelles des années 1989-1995.

### Antichrist Superstar(1996–1997)
Avec l'album Antichrist Superstar, qui rendra célèbre le groupe et le personnage Marilyn Manson, la musique est définie comme metal industriel,. On[Qui ?] commence à voir apparaître l'aspect sale, dérangeant et violent qui reste encore aujourd'hui le plus connu.
Cette nouvelle célébrité se traduit par ailleurs par davantage de fonds, et des concerts plus théâtraux. En effet, cette ère voit apparaître une grande application dans la mise en scène, comme des drapeaux américains et un podium de dictateur sur Antichrist Superstar ou des échasses sur Kinderfeld, sans oublier des effets de lumière ou de la fausse neige. La tournée est un prolongement et un approfondissement de l'ambiance malsaine dégagée par Smells Like Children. C'est à cette période-là que les premières manifestations de catholiques font leur apparition. En effet, Marilyn Manson sera la cible de protestations dues particulièrement à son surnom, « l'Antéchrist », renvoyant aux performances de l'époque où l'artiste n'hésitait pas à arracher des pages ou même à brûler des exemplaires de la Bible.

### Mechanical Animals(1998–1999)
Cette ère artistique est fortement caractérisée par l'avènement de la couleur, du strass et des paillettes. Manson révèle son goût pour l'univers de David Bowie et notamment l'album Diamond Dogs (1974), dont il s'est fortement inspiré et dont Manson est un admirateur. Durant cette période, la féminisation de son personnage est poussée à son paroxysme, les shows deviennent très « hollywoodiens », avec des enseignes lumineuses telle D R U G S. La tournée voit également arriver un nouveau guitariste : John 5. Cette période dérange particulièrement par la grande ambiguïté sexuelle, qui selon les manifestations religieuses, rendrait les jeunes « confus » à propos de leur propre sexualité, mais aussi toujours par l’omniprésence des thèmes de la drogue, du sexe, et du suicide. Manson est à cette époque accusé d'inciter à toutes sortes de comportements subversifs, et d'autant plus que durant cette période se déroulera la fusillade du lycée Columbine, drame qui deviendra un évènement. Marilyn Manson fut ouvertement désigné responsable, accusé d'avoir influencé les deux jeunes lycéens qui avaient pénétré dans leur lycée armés de fusils et de plusieurs bombes, et en général d'inciter à la violence et la destruction. Il fut montré plus tard que les adolescents ne faisaient qu'écouter la musique de Marilyn Manson, sans être des fanatiques.
Avec la féminisation du personnage et le changement quelque peu radical du style musical et vestimentaire, on ne retrouve plus la violence ni l'ambiance de saleté dérangeante que l'on pouvait avoir dans l'album précédent : l'univers de Manson devient très glam rock, paillettes et strass y sont omniprésents, toujours sur le modèle visuel de groupes comme David Bowie ou Roxy Music. Mechanical Animals déçoit cependant de nombreux fans adeptes de l'univers de Antichrist Superstar, qui cherchaient chez Manson une provocation violente et une représentation du monde plutôt « sale ». Néanmoins, l'album, bénéficiant de la nouvelle notoriété de l'album précédent, fut un grand succès commercial.

### Holy Wood (In the Shadow of the Valley of Death)(2000–2002)
Ce nouvel album naît dans un contexte peu propice à l'épanouissement. D'une part, Manson et l'actrice de la série Charmed Rose McGowan (qui était apparue dans un des clips de Mechanical Animals, Coma White) se séparent. D'autre part, la fusillade du lycée Columbine, où deux adolescents tuent plus de dix personnes dans leur lycée avant de se suicider, contribue à faire de Manson, accusé d'avoir influencé les pulsions meurtrières des deux jeunes, l'ennemi public numéro 1. Plusieurs concerts sont annulés et il reçoit de nombreuses menaces de mort.
Les deux caractéristiques majeures de cette période vont donc être l'anti-impérialisme américain et une iconographie médiévale. Durant les concerts apparaît en arrière-plan un drapeau américain brûlé, en référence à la chanson Burning Flag. Apparaissent également des éléments évoquant la guerre : képi d'officier, pied de micro en forme de fusil, et podium sur lequel est représenté un crucifix formé de deux revolvers et d'un fusil. L'influence médiévale se remarque particulièrement dans les clips Disposable Teens et The Nobodies. Durant les concerts de l'époque, il est habillé pour The Love Song ou Valentines's Day d'un costume de pape. En 2001, Marilyn Manson participe à la bande son du film Resident Evil de Paul W. S. Anderson.

### The Golden Age of Grotesqueet retour au clownesque (2003)
L'esthétique propre à Manson est caractérisée durant cette ère par une forte influence du Berlin - Vienne de l'entre-deux-guerres. Ces pays ont vu naître un courant artistique, l'expressionnisme, qui transparait dans les toiles de Marilyn Manson. C'est en même temps un retour au clownesque et au cabaret. On peut trouver des similitudes avec une série télévisée, Carnivàle. Manson se dote de costumes des années 1920-1930, à savoir chapeau melon ou costume de Monsieur Loyal. On peut le voir plus clairement dans le clip mOBSCENE, dans lequel apparait sa nouvelle compagne d'alors, Dita von Teese. Il opte pour une apparence clownesque : rouge à lèvres à outrance, yeux cernés de maquillage bleu, rose ou noir, pantalon à bretelles. Certes, la mise en scène reste fortement présente, voire théâtrale,, comme en témoignent les nombreuses prises de vue de ses concerts, ce qui fait passer la voix et la présence de l'artiste au second plan.
Le décor et les costumes de la tournée sont soignés : escalier central avec vieux château fort, drapeaux frappés du logotype « MM » (pour Marilyn Manson), automates factices sur Disposable Teens, enseigne lumineuse marquée mOBSCENE et danseuses, automate poussant une table sur laquelle se trouvent un verre et une bouteille d'absinthe sur Tourniquet, paillettes et costume d'épouvantail sur The Dope Show, pianistes et costume de M. Loyal sur The Golden Age of Grotesque, ajout d'une contrebasse et d'un saxophone, jeux d'ombres sur Sweets Dreams, mime de fellation avec les deux danseuses dans une cabine prévue à cet effet posée au milieu de la scène, ouverture d'une bouteille de champagne, tête de Mickey géante sur This is the New Shit et Manson affublé d'oreilles de Mickey sur une tribune représentant un crâne également affublé d'oreilles de Mickey.

### Lest We Forget(2004–2006)
Il est difficile de parler d'identité musicale pour cette ère étant donné qu'aucun album nouveau n'est sorti. En fait le début de cette nouvelle période est marqué par la sortie de son best-of avec la chanson inédite Personal Jesus, une reprise de Depeche Mode, et une chanson bonus, Tainted Love une reprise de Gloria Jones (1964), bande originale de Sex Academy (Not Another Teen Movie), déjà présente sur certaines versions du Golden Age of Grotesque.

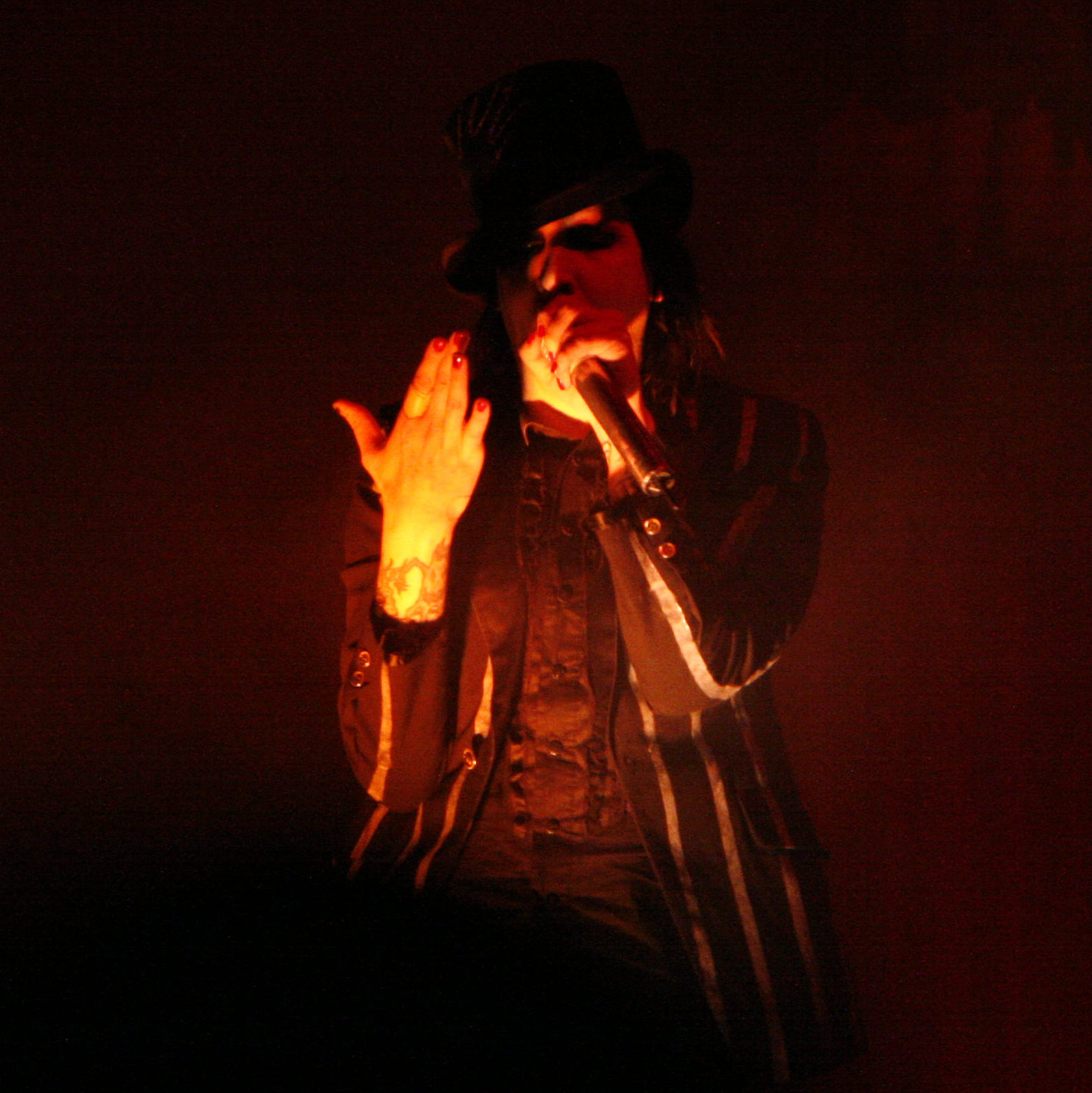
Marilyn Manson aux Eurockéennes de Belfort en 2007

On remarque que l'esthétique choisie reste dans la lignée de The Golden Age of Grotesque, dans le sens où il tient à conserver une certaine classe et élégance. Il privilégie les costumes historiques. Pour cette nouvelle ère, Manson emprunte beaucoup de styles du XIXe siècle, aussi bien masculins (lavallière, ferme-cape, gilet à boutons) que féminins (manches bouffantes du début du XIXe siècle, col montant en dentelle). Il faut d'ailleurs noter un important tournant vestimentaire dans cette tournée car c'est la première fois depuis plus de dix ans que Manson apparaît avec le torse habillé, habitude qu'il conserve encore actuellement.

### Eat Me, Drink MeetThe High End of Low(2007–2009)
On assiste à une reprise en main de la part de l'artiste après sa période de latence. Le nouvel album Eat Me, Drink Me présente un Manson plutôt posé et calme. L'album sonne rock, ce qui rappelle un peu Mechanical Animals. On observe l'abandon des grandes causes (par exemple l'anti-américanisme de Holy Wood), pour se pencher sur la personnalité même de Manson, ce qui donne un album particulièrement intimiste. En live, il n'y a pas de grandes modifications vestimentaires avec les classiques manteaux ou chapeaux noirs. cependant le spectacle reste au rendez-vous : lune qui se lève sur If I Was Your Vampire, avec un micro en forme de couteau de boucher, chaise géante sur Are You the Rabbit?, tout cela en plus des effets habituels.
En janvier 2008, Twiggy Ramirez revient dans le groupe à la suite du départ de Tim Sköld, au poste de bassiste, Rob Holliday passe à la guitare, Ginger Fish reste à la batterie et Chris Vrenna officie toujours au clavier. Au passage, la tournée est renommée Everyone Will Suffer Now. La track-list comporte 19 morceaux, dont certains qui n'ont pas été joués depuis longtemps car ils sonnaient mal sans Twiggy.
« Je crois définitivement que ma vie se finit et commence. Ce disque est artistiquement abouti et paraît presque optimiste, étrange mot utilisé. C'est comme un phénix qui renaît de ses cendres et commence une nouvelle vie », évoque Marilyn Manson, à propos de The High End of Low, nouvel album studio annoncé par We're From America et Arma-Goddamn-Motherfuckin'-Geddon…. Le disque est très personnel et subjectif. The High end of Low est écrit presque entièrement alors que Manson vivait seul. « J'ai pu réfléchir à mes récentes expériences. Je n'avais jamais vécu seul, en fait. J'ai vécu chez mes parents, puis j'ai eu la vie d'un musicien de rock, dans les hôtels. Puis j'ai eu trois longues histoires avec des femmes » dit Manson lors d'une interview. « Ce disque raconte un parcours, du fond du trou jusqu'à une renaissance. » La formation du groupe change alors : Chris Vrenna se met aux claviers et Twiggy Ramirez, ancien bassiste et ami de Marilyn Manson, réintègre le groupe en tant que guitariste. Ginger Fish reste le batteur (et s'accomplissant au piano sur Into the Fire). C'est Sean Beavan qui s'occupe de la production de l'album. Il est enregistré dans les studios de Hollywood Hills et est produit par Marilyn Manson lui-même. The High End of Low devient leur septième album studio.
Le dernier morceau de l'album 15 est écrit le jour des quarante ans de Manson. Cette dernière piste est écrite en dernière minute (l'album devait se finir sur Into the Fire). Le titre possède une signification bien particulière pour lui : « 15 (pour 5 janvier, dans l'écriture anglophone 1/5) a toujours été mon chiffre jusqu'à ce que je le réalise… Mon vrai nom, Brian Hugh Warner, ça fait 15… Bon, ok, vous ne croyez pas à la numérologie. J'ai fini l'album cette nuit-là. Je commençais à perdre ma voix, devenue rauque à force de chanter. Les paroles n'étaient pas finies. Ginger, le batteur, s'est mis au piano. Ça a été très naturel, on a retrouvé tout ce qui faisait la force de ce groupe. Ma relation musicale avec Twiggy (guitariste du groupe, cocompositeur des morceaux). Tous ces gens qui étaient avec moi au moment où ça a décollé (avec Antichrist Superstar, en 1996). C'était le destin, de se retrouver pour cet album et de finir le disque ce jour-là. » Les lives cependant sont beaucoup moins élaborés que les anciennes tournées, malgré quelques effets, tels l'ouverture des concerts par Four Rusted Horses avec un grand rideau qui tombe, projecteurs de cinéma, claps de réalisateur de film, jeu avec les assistants de Manson qui viennent le remaquiller sous les projecteurs, $ shock-logos lors du single Arma-Geddon…. Pour Great Big White World, Manson s'enferme dans une boîte blanche avec des néons, dont il perce la paroi pour sortir à l’apogée du morceau. Enfin, Manson et Twiggy Ramirez interagissent et échangent leurs rôles (Manson à la guitare, Ramirez au chant, sur le début de Rock’n’Roll Nigger). D'après diverses critiques, les premiers concerts étaient plutôt ratés, suivis de performances de plus en plus dynamiques>.
En avril 2009, Marilyn Manson collabore avec Lady Gaga sur un mix de LoveGame. Twiggy Ramirez a annoncé fin 2010 qu'un nouvel album du groupe est prêt et qu'il devrait sortir dans le courant de l'année 2011 : « Le nouvel album en préparation. Il est presque terminé. Il sortira surement l'année prochaine. Il est fantastique. Je pense que c'est notre meilleur album. Je veux dire, tout le monde dit toujours ça, mais je pense que c'est notre meilleur travail à ce jour… Ça ressemble à Mechanical Animals un petit peu punk rock et aux sonorités moins prétentieuses. »

### Born Villainet retour aux sources (2011–2012)
L'artiste met en ligne, le 22 mai 2011, sur ses pages de réseaux sociaux et sur son site officiel (qui a fait peau neuve avec un nouveau design), un extrait musical de ce qui sera une chanson du prochain album. Ce titre se nomme I am Among No One. Le morceau est accompagné d'une preview vidéo, de nouvelles photos promotionnelles, et de photos d'ex-compagnes de Manson dans des postures érotiques. Son nouveau logotype est constitué de quatre M formant une sorte de croix gammée. Le 31 août, un court métrage réalisé par Shia LaBeouf dans le cadre du projet Born Villain est mis en ligne, vidéo mettant en scène Manson et ayant pour bande originale la chanson Overneath The Path Of Misery, mise en bouche du prochain album. On peut remarquer des sonorités métal industriel, proches de l'album Antichrist Superstar, et visuellement parlant, un clin d'œil au film d'Alejandro Jodorowsky La Montagne sacrée. Le 2 septembre, Marilyn Manson annonce que le titre de l'album sera Born Villain. Par la suite, le 6 novembre, il annonce à la télévision mexicaine que la sortie dudit album est programmée pour février 2012. Une vingtaine de jours plus tard, Chris Vrenna, qui a assumé le rôle de claviériste et de batteur pour l'enregistrement du dernier album, annonce son départ, souhaitant « se concentrer sur des projets personnels, notamment le cinéma et l'écriture de textes musicaux ».
Le 10 février 2012, Marilyn Manson, interviewé dans l'émission radio d'Alan Cox, annonce la sortie de No Reflection un nouveau single, très prochainement, et la sortie de l'album courant mai 2012. Le 6 mars 2012, Marilyn Manson dévoile sur Facebook la couverture du single No Reflection et annonce que le single sortira le 20 mars. L'album Born Villain est officiellement annoncé pour le 30 avril 2012 en France. Marilyn Manson évoque également sa collaboration avec Johnny Depp, pour l'interprétation de You're So Vain, où le célèbre acteur jouera les parties à la guitare et pour laquelle le chanteur prêtera sa voix. Par la même occasion, la track list est diffusée sur des sources officielles. Elle comporte treize titres, sans compter la reprise de You're So Vain. Début avril, Manson dévoile le clip de No Reflection, étoffant l'univers du prochain album. La vidéo, relativement glauque et violente, semble être au goût d'une grande partie des fans et affiche un nombre important de visionnages sur YouTube (plus de 500 000 en quelques jours). Le 21 août 2012, Slo-Mo-Tion est devenu le deuxième single de Born Villain et le 28 septembre 2012, le clip promotionnel Hey, Cruel World est publié sur la page officielle via Facebook, considéré comme un single promotionnel. Les premiers concerts de la tournée promotionnelle Hey Cruel World... Tour ne témoignent pas d'un grand changement en termes de mise en scène. Seuls les maquillages laissent entrevoir le changement de direction artistique : Twiggy reporte la robe qu'il avait quitté lors de la tournée promotionnelle de 2009 et de nouveaux costumes apparaissent peu à peu alors que le groupe reprend ses marques comme le masque de crâne conçu par Void of Course. Les concerts regroupent les titres les plus emblématiques de la carrière de Manson correspondant aux périodes d'Antichrist Superstar, Mechanical Animals ainsi que Holy Wood (In the Shadow of the Valley of Death). Cependant, aucune chanson tirée du nouvel album n'est jouée sur scène avant la sortie de ce dernier, mis à part le premier single, No Reflection, interprété pour la première fois lors du passage du groupe pour les Revolver Golden Gods Awards au Club Nokia de Los Angeles le 11 avril 2012.
Le groupe entame une tournée mondiale avec Rob Zombie le 28 septembre 2012, les éléments de mise en scène sont cette fois mis en avant: les décors sont beaucoup plus travaillés (la croix célebratian, nouveau symbole du groupe, inspiré par la Croix de Lorraine, est suspendue au-dessus du groupe tout le long du concert ; le mot DRUGS s'illumine en grande lettre pendant « The Dope Show », la réapparition du podium pendant l'interprétation d'« Antichrist Superstar » est telle qu'on la connaissait lors du Guns, God and Governement Tour de 2001). On sent aussi la volonté de donner un spectacle plus « politique » et cette teinte est mise en avant à l'aide de costumes empruntés aux périodes antérieures (le costume de pape sur « The Love Song »). De nouveaux costumes sont utilisés durant cette tournée (tablier de chirurgien pendant « No Reflection » et le boa rose qui était déjà présent pendant que Manson chantait « Slo-Mo-Tion », le second single extrait de Born Villain).

### The Pale Emperor(2012–2015)
En août 2012, Manson annonce son apparition dans la sixième saison de la série télévisée Californication de David Duchovny. En tournant les scènes au Greek Theatre de Los Angeles, Manson fait la rencontre du musicien Tyler Bates, avec lequel il propose de collaborer. En mai 2013, Manson confirme la production de nouvelles chansons et dès février 2014, Gil Sharone, batteur au sein de The Dillinger Escape Plan et Stolen Babies, annonce avoir joué avec le groupe. Quatre mois plus tard, Sablan annonce son départ du groupe, et son remplacement à la basse par Twiggy, Bates et son ami Paul Wiley endossant les rôles de guitaristes live à leur tournée d'été en 2014.
Cupid Carries a Gun est la première chanson publiée, et est utilisée dans la série Salem le 27 avril. Une bonne moitié de Killing Strangers est publiée dans le film de Keanu Reeves, John Wick,. Le premier single officiel de l'album, Third Day of a Seven Day Binge, est diffusée au Rock Show de la BBC Radio 1 par Daniel P. Carter le 26 octobre,, et publié en téléchargement gratuit sur le site web du groupe. Deep Six est publié le 16 décembre, accompagné d'un clip trois jours plus tard. La chanson atteint la 8e place du Billboard Mainstream Rock, la meilleure place atteint par le groupe dans ce classement. Cupid Carries a Gun est publié comme single le 8 janvier 2015,.
The Pale Emperor est publié le 20 janvier 2015 aux États-Unis. Il est dédié à la mère de Manson, qui mourra en mai 2014, huit ans après une lutte contre la maladie d'Alzheimer et la démence,. L'album est un succès critique et commercial, débutant 8e du Billboard 200 avec plus de 51 000 exemplaires vendus,. De nombreuses publications le considèrent comme le meilleur album du groupe de la décennie,,,, et est cité dans les listes des meilleurs albums de 2015,,,,,,,. Il est d'ailleurs cité comme le « meilleur album de metal » en 2015 par Rolling Stone. Un clip vidéo de la chanson The Mephistopheles of Los Angeles est publié le 11 mai. L'album est soutenu lors du Hell Not Hallelujah Tour aux côtés des Smashing Pumpkins,.

### Heaven Upside Down, éviction de Twiggy et dernières activités (depuis 2015)
En tournée avec les Smashing Pumpkins en 2015, Manson voit une « forte possibilité » de collaborer avec Corgan, et également avec le chanteur Jonathan Davis, de Korn, sur un projet « acoustique, dans la tradition du sud ». Le 2 novembre 2015, Manson annonce que les travaux ont commencé sur leur dixième album, confirmant aussi que Twiggy, Bates et Sharone y seront impliqués. En février 2016, Manson participe à l'album-tribute de Giorgio Moroder, intitulé Countach (For Giorgio), sur la chanson Cat People (Putting Out Fire) de David Bowie,,. Un clip vidéo 16-bits est publié en août. Toujours en février, une tournée est annoncée avec Slipknot. La tournée est annoncée pour le 9 juin à Salt Lake City et comprendra 34 dates à travers l'Amérique du Nord avec Of Mice and Men. Cependant, les douze premières dates seront repoussées après que Corey Taylor se soit fêlé deux vertèbres. La tournée débute le 28 juin à Nashville, dans le Tennessee, et les dates repoussées sont jouées à partir d'août.
Antichrist Superstar est réédité en format cassette uniquement en Europe,. À cette période, la date de sortie est encore méconnue. Le groupe est confirmé au Knotfest 2016 au Japon. Le 19 juillet, Manson annonce leur dixième album, SAY10, pour le jour de la Saint-Valentin en 2017. L'album prend du retard et en mai 2017 Manson annonce qu'il sortira finalement sous le nom de Heaven Upside Down.
Suites aux accusations de viol sur son ex-petite-amie qui pèsent contre Jeordie White / Twiggy Ramirez, bassiste de longue date, Marilyn Manson décide de se séparer de lui. Il précise qu'un autre bassiste prendra part à la tournée à venir.
Le 29 juillet 2020, le groupe publie en ligne un single We Are Chaos qui annonce un album du même nom publié le 11 septembre de la même année.
En février 2021, à la suite d'accusations de violences, d'agressions sexuelles et de viols par plusieurs femmes à l'encontre du chanteur, la maison de disques Loma Vista (en) annonce se séparer d'eux.

## Conception artistique
À l'instar de David Bowie, Marilyn Manson associe à la création de chaque album un concept. Ce concept s'incarnant en un personnage auquel le chanteur s'identifie : l'Antéchrist pour l'album Antichrist Superstar ; lors de la sortie de Mechanical Animals, la pop-star décadente et extra-terrestre Omega ; quant à Holy Wood (In the Shadow of the Valley of Death), il referme une sorte de trilogie inversée[réf. nécessaire] en présentant un être nommé Mercury. Pour The Golden Age of Grotesque c'est à un arch-dandy auquel Manson s'est identifié.

## Membres

### Membres actuels
- Marilyn Manson – chant, guitare, tambourin, saxophone, flute de pan (depuis 1989)
- Gil Sharone – batterie (2014–2019, depuis 2024)
- Tyler Bates –  guitare, compositeur (2014-2018, depuis 2024)
- Piggy D. – basse, choriste (depuis 2024)
- Reba Meyers – guitare, choriste (depuis 2024)

### Anciens membres
- Zsa Zsa Speck – clavier (1989–1990)
- Olivia Newton Bundy – basse (1989–1990)
- Gidget Gein – basse (1990–1993)
- Sara Lee Lucas – batterie (1990–1995)
- Daisy Berkowitz – guitare (1989–1996)
- Zim Zum – guitare (1996–1998)
- John 5 – guitare (1998–2004)
- Madonna Wayne Gacy – claviers, programmation, percussions (1990–2007)
- Tim Sköld – guitars, claviers (2006-2008), basse, chœurs (2002–2006)
- Ginger Fish – batterie (1995–2011)
- Chris Vrenna – claviers, programmation, percussions (2007–2011)
- Fred Sablan – basse (2010–2014)
- Twiggy Ramirez – basse (1993–2002, 2008, 2014-2017), guitare, chœurs (2009-2014)
- Tyler Bates – guitare, chœurs (2014–2017)
- Gil Sharone - batterie (2013-2019)

### Anciens membres de tournée
- Chris Vrenna – batterie (2004–2005)
- Mark Chaussee – guitare (2004–2005)
- Rob Holliday – guitare (2008), basse, chœurs (2007–2008)
- Wes Borland – guitare (2008)
- Andy Gerold – basse (2009)
- Jason Sutter – batterie (2012–2013)
- Spencer Rollins – claviers, guitare (2013)

## Discographie
- 1994 : Portrait of an American Family
- 1995 : Smells Like Children
- 1996 : Antichrist Superstar
- 1998 : Mechanical Animals
- 2000 : Holy Wood (In the Shadow of the Valley of Death)
- 2003 : The Golden Age of Grotesque
- 2007 : Eat Me, Drink Me
- 2009 : The High End of Low
- 2012 : Born Villain
- 2015 : The Pale Emperor
- 2017 : Heaven Upside Down
- 2020 : We Are Chaos
- 2024 : One Assassination Under God, Chapter 1

## Vidéographie
- 1998 : Dead to the World
- 1999 : God Is in the TV
- 2000 : Autopsy
- 2002 : Guns, God and Government
- 2003 : Doppelherz
- 2004 : Lest We Forget